# Ivan Pozdneacov
Ivan Pozdneacov (n. 15 mai 1937, satul Promkleevo, raionul Dmitrievsk, regiunea Oriol, Rusia) este un operator imagine film din Republica Moldova. 

## Biografie
Ivan Pozdneacov s-a născut la data de 15 mai 1937, în satul Promkleevo, raionul Dmitrievsk, regiunea Oriol (Rusia). A studiat la Institutul Unional de Cinematografie din Moscova - VGIK (1963-1968), specializarea operatori imagine film.
După absolvirea facultății, începând din anul 1968 lucrează la Studioul cinematografic "Moldova-film". A realizat imaginea atât la filme artistice, cât și la un număr mare de filme documentare, colaborând cu regizorii Iacob Burghiu, Anatol Codru, Vasile Brescanu, Valeriu Jereghi ș.a. 
Din anul 1972 este membru al Uniunii Cineaștilor din Moldova. În anul 1974 a primit Diploma de Onoare a Consilului Sovietului Suprem al RSS Moldovenești și din anul 1985 este Maestru emerit al artelor din Republica Moldova. 

## Filmografie

### Filme de ficțiune
- Colinda (1968) - scurt-metraj;
- Povârnișul (1970);
- Cocostârcul (1977) - scurt-metraj;
- Vreau să cânt (1980);
- Strigătul (1981) - scurt-metraj;
- Găsește-ți fericirea (1983);
- Tunul de lemn (1986) etc.

### Filme documentare
- Trânta (1968);
- Casa noastră (1968);
- Bahus (1969);
- Călătorie în Țara Moldovei, 1969;
- Maria (1969);
- Schițe moldovenești (1971);
- Când vinul plânge (1972) - în colaborare cu Iulian Florea;
- Zahărul moldovenesc (1972);
- Biografia cântecului (1973);
- Încredere (1973);
- Cântecul nu are hotare (1973);
- Zborul (1974);
- Calea magistrală de dezvoltare a agriculturii (1974) - în colaborare cu Vasile Boiangiu ș.a.;
- Dialog în timp (1975);
- O zi în satul Ternovca (1975);
- Directorul (1976);
- Toamna-76 (1976) - în colaborare cu L.Pantus ș.a.;
- Copilul tău (1976);
- Prezintă “Moldova-film” (1979);
- Așa-i viața omului (1983) - în colaborare cu Ion Bolboceanu;
- Sărbătorile se amână (1988);
- Salutare din anii 1937, 1949 și… (1988);
- Ion Druță (1989);
- Usturici, nr.84 (1989);
- O singură zi (1997) - scurt-metraj etc.